# Protosciaena bathytatos
Protosciaena bathytatos es una especie de pez de la familia Sciaenidae en el orden de los Perciformes.

## Morfología
Los machos pueden llegar alcanzar los 42 cm de longitud total.

## Alimentación
Come principalmente gambas y peces pequeños.

## Hábitat
Es un pez de mar de clima tropical y demersal que vive entre 70-600 m de profundidad.

## Distribución geográfica
Se encuentra en el Océano Atlántico Occidental: Panamá, Colombia, Venezuela y la Isla de Trinidad. 

## Observaciones
Es inofensivo para los humanos.